# Tunagyna
Tunagyna Chamberlin & Ivie, 1933 è un genere di ragni appartenente alla famiglia Linyphiidae.

## Distribuzione
L'unica specie oggi nota di questo genere è stata rinvenuta in Russia, Canada e USA (anche Alaska).

## Tassonomia
A giugno 2012, si compone di una specie:
- Tunagyna debilis (Banks, 1892)[3] — Russia, Alaska, Canada, USA

### Specie trasferite
- Tunagyna antricola Millidge, 1984; esemplare femminile trasferito al genere Toltecaria Miller, 2007 con la nuova denominazione Toltecaria antricola (Millidge, 1984) a seguito di un lavoro di Eskov & Marusik (1992a)[1]